# Naissance en 1356
Naissance
- 1352
- 1353
- 1354
- 1355
- 1356
- 1357
- 1358
- 1359
- 1360

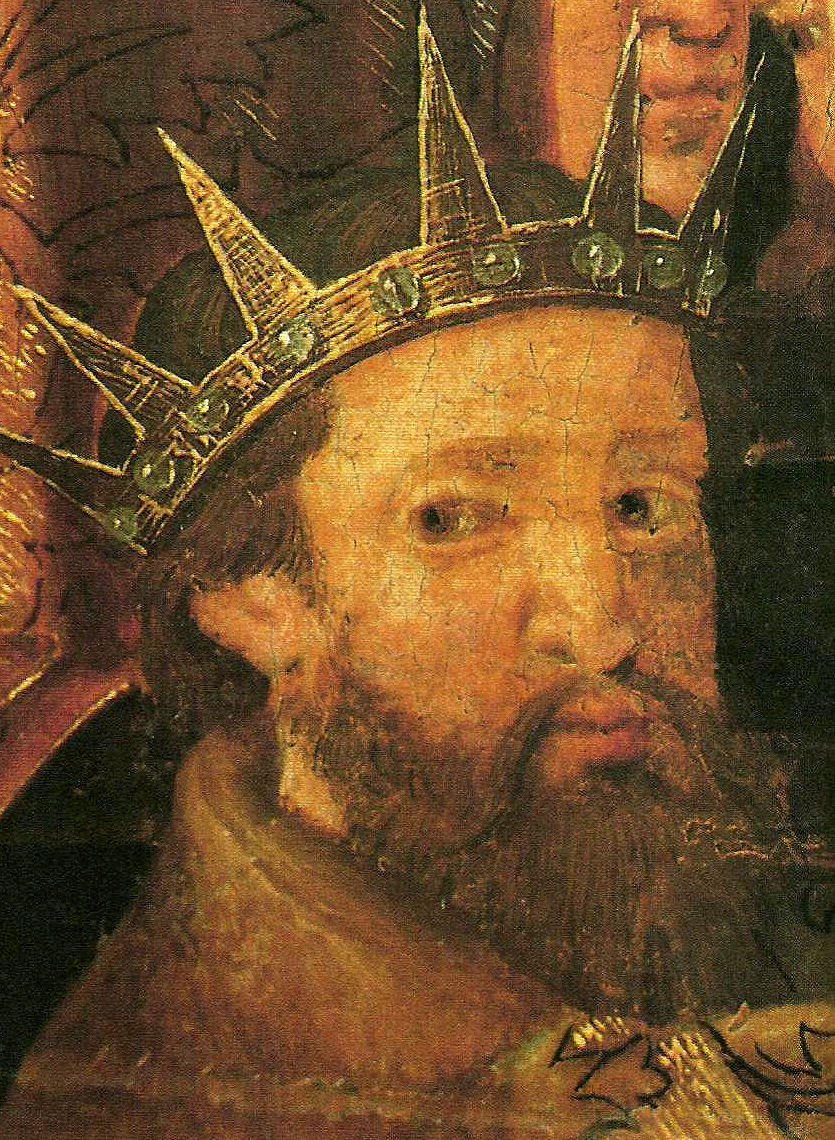
Martin Ier d'Aragon, né en 1356.

Cette page dresse une liste de personnalités nées au cours de l'année 1356  :
- 29 juillet : Martin Ier d'Aragon, roi d'Aragon, comte de Barcelone, de Pallars Jussà, de Roussillon et de Cerdagne, roi de Valence, de Majorque et de Sardaigne.

- Ala-ud-din Mujahid Shah, troisième roi de l'Empire Bahmanide.
- Robert IV d'Artois, comte d'Eu.
- Thomas III de Saluces, marquis de Saluces, membre de la famille Del Vasto
- Nijō Morotsugu, régent kampaku, à trois reprises.
- Ōuchi Yoshihiro, chef de clan japonais samouraï et chef militaire de l'époque Muromachi.

## Crédit d'auteurs
- Cet article est partiellement ou en totalité issu de l'article intitulé « 1356 » (voir la liste des auteurs).